# Rosso Fiorentino

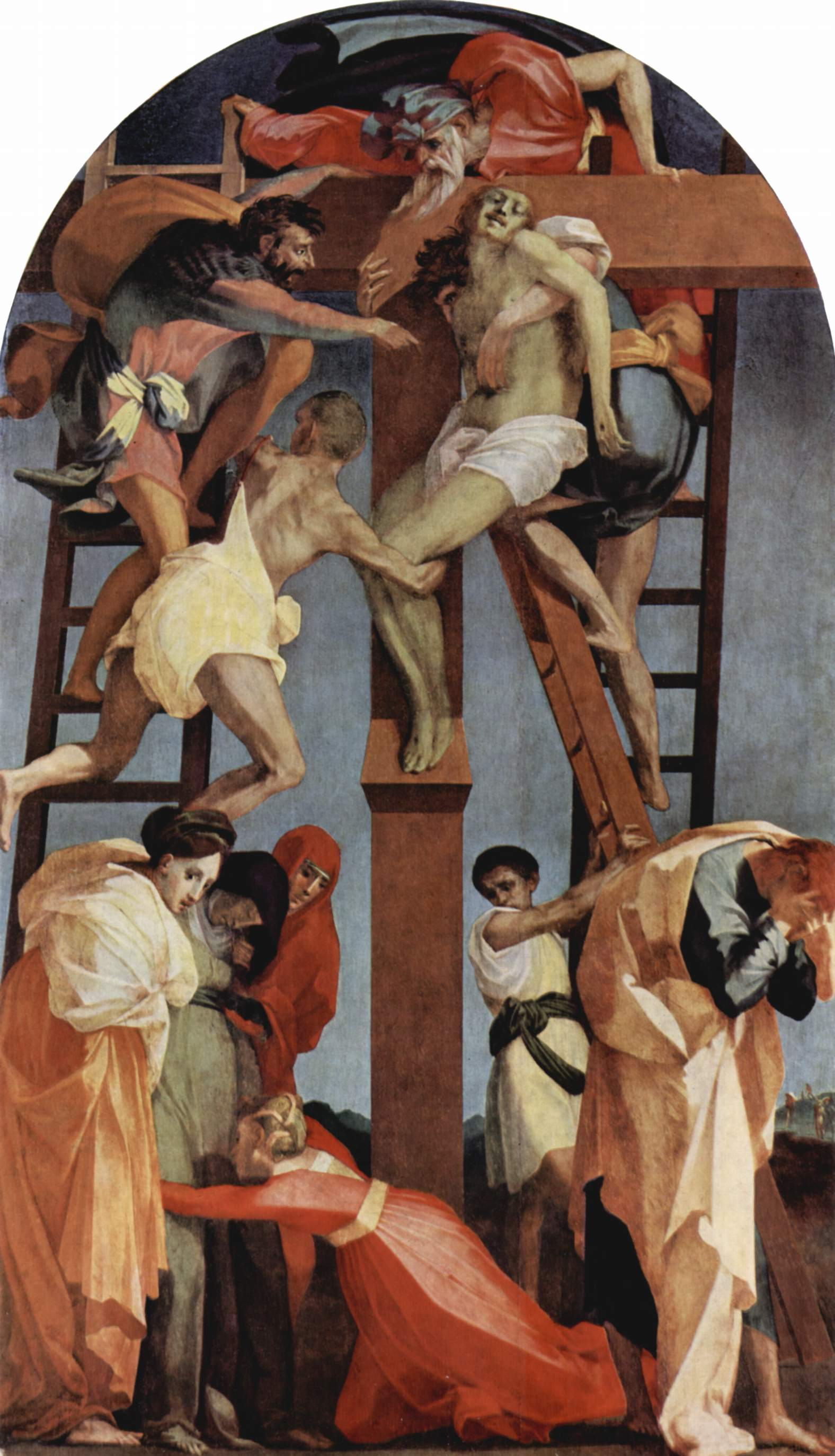
Rosso Fiorentino, Zdjęcie z krzyża (1521)

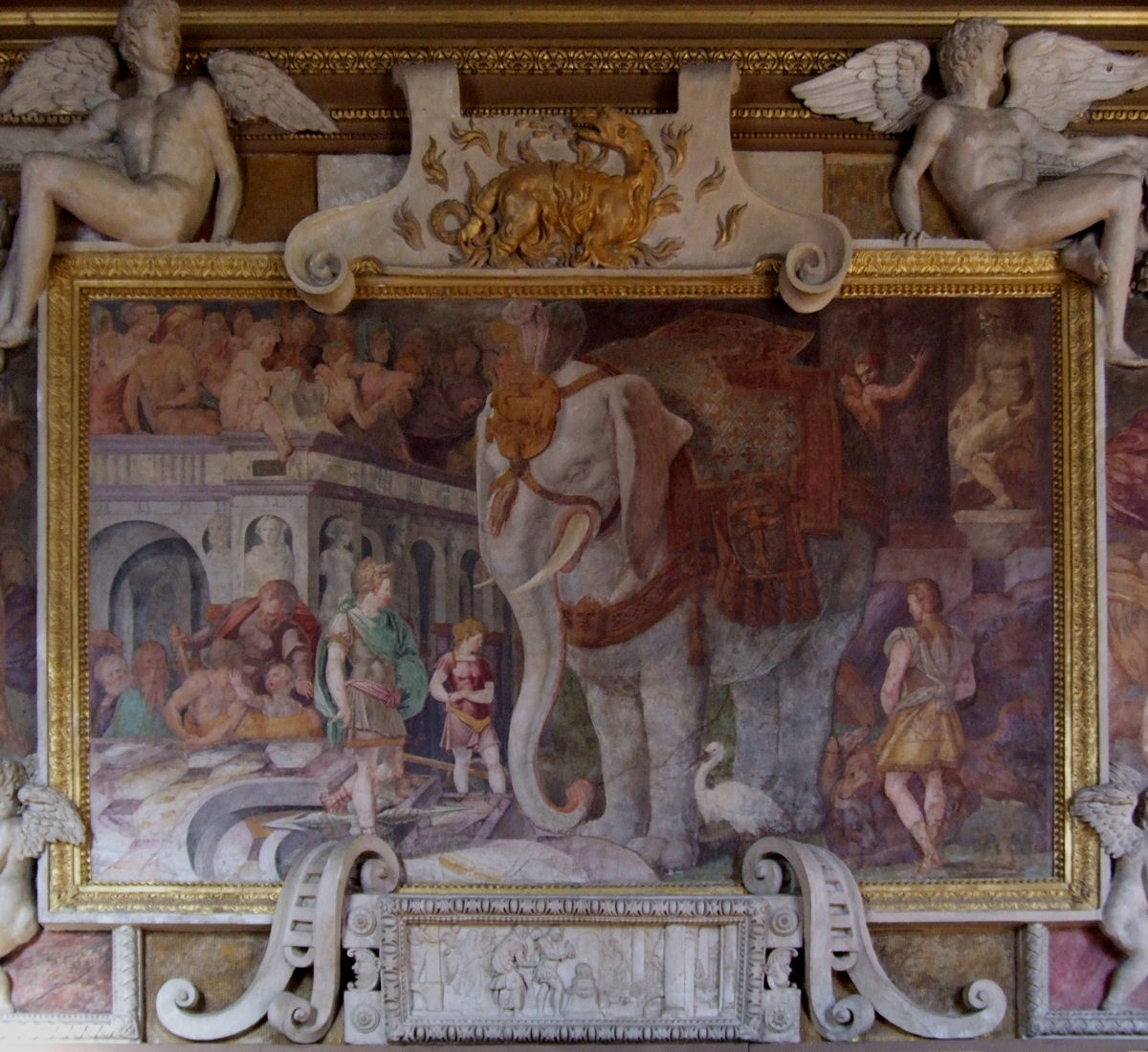
Ukwiecony słoń – malowidło w Galerii Franciszka I w Fontainebleau (ok. 1536)

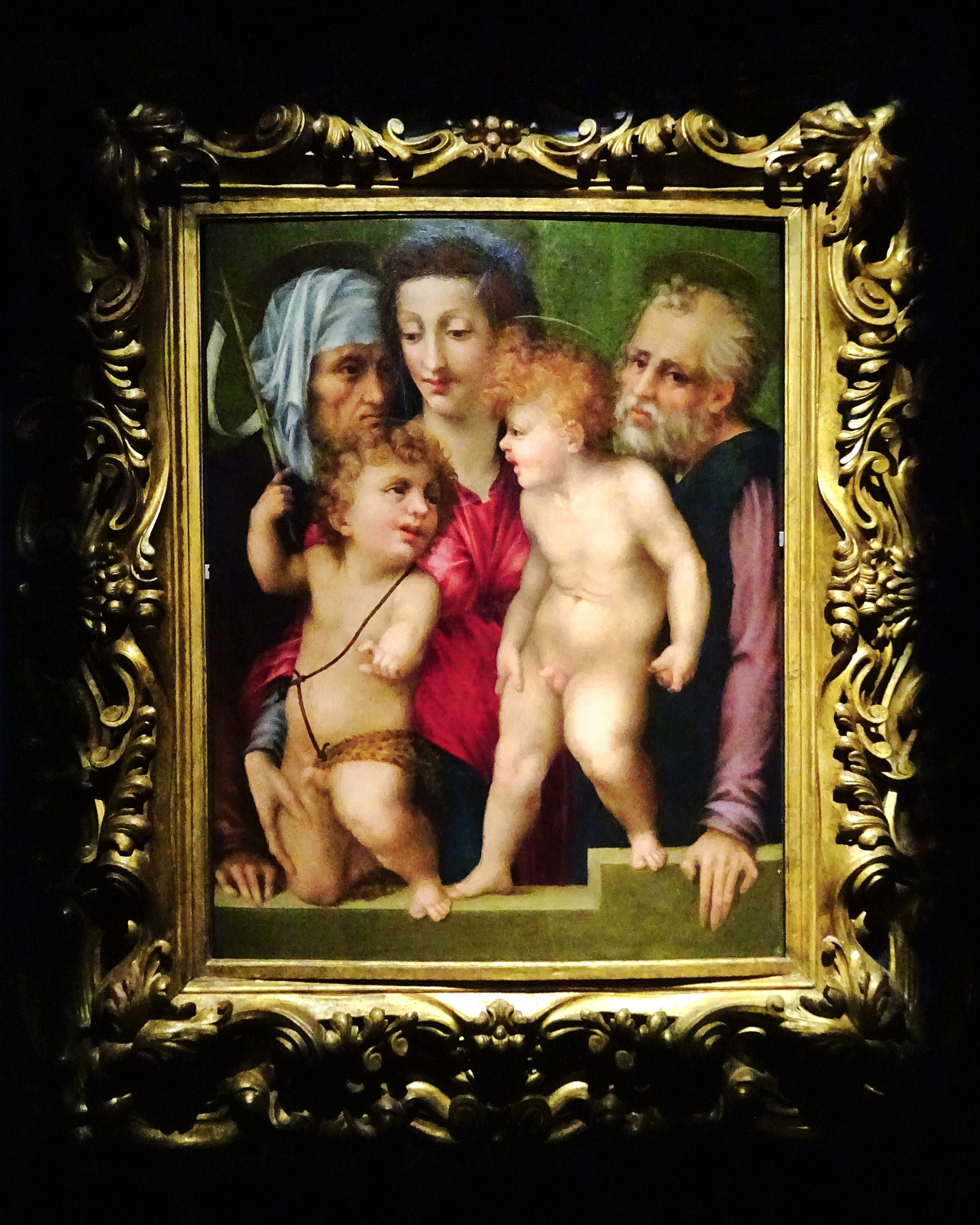
Madonna z Dzieciątkiem i świętymi: Janem Chrzcicielem, Elżbietą i Józefem (ok. 1514) – własność prywatna, Monako, ekspozycja na Zamku Królewskim na Wawelu w 2023 roku

Rosso Fiorentino, właśc. Giovanni Battista di Jacopo di Guasparre, we Francji zw. Maître Roux (ur. 8 marca 1495 we Florencji, zm. 14 listopada 1540 w Paryżu) – włoski malarz, rysownik i dekorator działający także we Francji, przedstawiciel wczesnego manieryzmu florenckiego.

## Życiorys
Z powodu rudych włosów zyskał przydomek Rosso Fiorentino (Czerwony Florentyńczyk). Pierwsze kroki stawiał w pracowni Andrei del Sarto obok Jacopa Pontormo. We Włoszech działał m.in. w Arezzo, Sansepolcro, Rzymie, Peruggi, Volterze, Citta di Castello. W 1530 wyjechał do Francji, gdzie wraz z Franceskiem Primiaticciem na zlecenie króla Franciszka I uczestniczył w pracach dekoracyjnych na zamku w Fontainebleau. Według Vasariego artysta popełnił samobójstwo z powodu wyrzutów sumienia po niesłusznym oskarżeniu przyjaciela o kradzież pieniędzy.

## Twórczość
Tworzył obrazy sztalugowe (w tym ołtarzowe) i freski głównie o tematyce religijnej. Jego pierwszym dziełem były malowidła ścienne w bazylice Santissima Annunziata we Florencji.
Jego obrazy odznaczają się intensywnym kolorytem, ekspresyjną formą (wyraziste rysy twarzy, często o diabolicznym wyrazie) i dramatycznym napięciem.
W latach 1534–1540 kierował pierwszym etapem dekoracji pałacowej Wielkiej Galerii Franciszka I w Fontainebleau. Galeria mierząca 58 m długości tworzy jednolitą przestrzeń, w której freski otoczone stiukowymi płaskorzeźbami tworzą pas ciągnący się ponad bogato zdobioną boazerią, pod kasetonowym drewnianym stropem. Król został sportretowany jako orędownik humanizmu. Główną osią tematyczną wystroju stały się postać i przymioty władcy ukazane w licznych scenach alegorycznych, nawiązujących do wydarzeń z czasów panowania króla, porównywanych z dziejami mitologicznych bogów i herosów, a także odwołujących się do symboliki chrześcijańskiej (m.in. Franciszek I trzymający owoc granatu, symbol powodzenia, Jedność państwa, Ukwiecony słoń). Styl Rossa przyczynił się do powstania pierwszej szkoły Fontainebleau i rozwoju manieryzmu we Francji.

## Dzieła
- Portret młodego mężczyzny – 1516–18, olej na desce, 82 × 60 cm, Gemäldegalerie, Berlin
- Wniebowzięcie Marii – 1517, fresk, 385 × 395 cm, Santissima Annunziata, Florencja
- Tronująca Madonna z Dzieciątkiem i czterema świętymi – 1518, olej na desce, 172 × 141 cm, Uffizi, Florencja
- Muzykujący anioł – 1520, tempera na desce, 47 × 39 cm, Uffizi, Florencja
- Madonna z dwoma świętymi – 1521, olej na desce, 169 × 133 cm, Museo Diocesano, Volterra
- Zdjęcie z krzyża – 1521, olej na drewnie, 333 × 195 cm, Pinacoteca Comunale, Volterra
- Madonna z dziesięcioma świętymi (Ołtarz Deich) – 1522, olej na desce, 350 × 210 cm, Galleria Palatina, Florencja
- Madonna z Dzieciątkiem i puttami – ok. 1522, olej na desce, 111 × 75,5 cm, Ermitaż, Sankt Petersburg
- Mojżesz broniący córek Jetry – 1523, olej na płótnie, 160 × 117 cm, Uffizi, Florencja
- Zaślubiny Marii – 1523, olej na desce, 325 × 250 cm, San Lorenzo, Florencja
- Martwy Chrystus z aniołami – ok. 1526, 133,5 × 104 cm, Museum of Fine Arts, Boston
- Zdjęcie z krzyża – 1528, olej na desce, 270 × 201 cm, San Lorenzo, Sansepolcro
- Chrystus w chwale – 1528–30, olej na desce, 348 × 258 cm, Città di Castello, Katedra
- Pietà – 1530–35, olej na desce przeniesionej na płótno, 125 × 159 cm, Luwr, Paryż